# 黃宗義
黃宗義（1951年—），字宜堂，號鯤樵，別署東寧逸士，臺灣雲林人。當代書法藝術家、教育家，畢業於嘉義師範專科學校、國立成功大學中文系、國立臺灣師範大學國文學系研究所。現任國立成功大學、國立臺南大學兼任教授。早年以傳統書藝創作為主，近年投入現代彩色書藝創作，嘗試與社會時事，現象對話。

## 生平經歷
1951年生於臺灣雲林，畢業於嘉義師範專科學校、國立成功大學中文系、國立臺灣師範大學國文學系研究所。現任國立成功大學、國立臺南大學兼任教授。曾與李郁周、謝茂軒、施春茂等人於1980年同組「中華民國兒童書法教育學會」，現為換鵝書會成員之一。少時從父親習字，初學柳公權、顏真卿楷書，青年時期受陳丁奇先生指導，學習魏碑、唐楷、王羲之王獻之行草與篆書、隸書，遍臨古代書跡。長年致力於書法創作、研究與教育推廣。傳統書法創作以行楷為主，書風結合北朝碑體與行草筆意；近年投入現代彩色書藝創作，與社會時事、現象對話。

## 書法創作
黃宗義的書法創作包含傳統書跡與現代書法創作。傳統書法創作以兼融北朝碑體與行草筆意的「行楷」書風為主，透過結合行書、草書和隸書筆法，與放逸不羈的筆觸，形塑雄渾壯闊的感受。隸書書風嚴整端正，篆書則具漢隸與金文特點。
現代書法創作大抵以1999年何創時書法基金會「傳統與實驗—臺灣書法雙年展」為契機，創作實驗性作品《震》，將暈染的顏體大字，寫於廢棄壁紙上，頗具現代性。50歲後陸續嘗試新興的彩色現代作品，別於傳統的構圖、布局、媒材與用色，書寫內容與社會時事、個人思想結合，與觀者產生連結。例如作品《94狂》，呼應潮流用語「就是狂」，用粗曠大筆，以綠色寫數字94為底，疊加紅色的「狂」字，紅綠對比強烈，與用語的狂放不羈相應。
黃宗義認為「文學為書法靈魂，書法為文學彩衣」，書法家的內在涵養是書法藝術的核心。每位書家的本質、神采與生命的淬鍊，都會透過筆墨線條、經營布局呈現於作品中。而創作多勃發於日常的感悟，情動於中而發於筆內。

## 主要著作
黃宗義的主要著作包含：
- 《歐陽詢書法之研究》蕙風堂（1988）
- 《顏真卿書法研究》蕙風堂（1993）
- 《褚遂良楷書風格研究》蕙風堂（1999）
- 《認識書法藝術‧楷書》國立臺灣藝術教育館（1997）
- 《天隱廬書藝‧薪傳》明宗書法藝術館（2011）
- 《天隱廬書藝‧墨變》明宗書法藝術館（2011）
- 《朱玖瑩‧且拚餘力作書癡》藝術家出版社（2014）
- 《天隱清興—黃宗義小品書法選》（2015）
- 《硯耕自在‧牛步安行—黃宗義書法集》蕙風堂（2021）